# Статуя Свободи (Фінляндія)
Статуя Свободи (фін. Vapaudenpatsas) — монумент в Тампере, встановлений в 1921 році на згадку про перемогу білої сторони в фінляндській громадянській війні.
Монумент роботи скульптора Віктора Янссона (за участю архітектора Вайно Палмквіста) створений в стилі давньогрецької класики. Робота являє собою фігуру оголеного юнака з мечем в піднятій правій руці та стислій в кулак лівої. Прообразом послужив Еліяс Сімойоки — в 1918 році боєць Охоронного корпусу, учасник битви за Тампере, що визначила результат війни.
Рішення звести Статую Свободи міська рада Тампере прийняла в грудні 1918 року. Ліві депутати наступного скликання заявили протест, оскільки вбачали в пам'ятнику апологію білого терору. До нинішнього часу противники фінських правих називають пам'ятник Rummin Jussi — прізвисько-псевдонім Йоганнеса Фрома, який служив катом у білих військах.
Остаточне рішення зберегти монумент Верховний адміністративний суд Фінляндії прийняв в 1923 році. Статуя Свободи була встановлена в громадському парку міста.

## Примітка
1. ↑  Elias Simojoki — heimosoturi, joka ratsasti pyhällä vihalla. Архів оригіналу за 20 серпня 2019. Процитовано 10 березня 2016.
2. ↑  «Rummin Jussi». Архів оригіналу за 10 березня 2016. Процитовано 10 березня 2016.
3. ↑  Vapaudenpatsas 1921. Архів оригіналу за 8 березня 2022. Процитовано 10 березня 2016.